# Draba crassa
Draba crassa là một loài thực vật có hoa trong họ Cải. Loài này được Rydb. mô tả khoa học đầu tiên năm 1900.